# Gimnastyka na Letnich Igrzyskach Olimpijskich 1956
Gimnastyka na Letnich Igrzyskach Olimpijskich 1956 w Melbourne trwała w dniach od 3 do 7 grudnia. W zawodach udział wzięło 128 sportowców (63 mężczyzn i 65 kobiet) z 21 państw. W tabeli medalowej zwyciężyli reprezentanci Związku Radzieckiego.

## Medaliści[2]

### Mężczyźni
| Konkurencja            |                               |                                                   |                              |
| ---------------------- | ----------------------------- | ------------------------------------------------- | ---------------------------- |
| Wielobój indywidualnie | Wiktor Czukarin               | Takashi Ono                                       | Jurij Titow                  |
| Wielobój drużynowo     | ZSRR                          | Japonia                                           | Finlandia                    |
| Ćwiczenia wolne        | Walentin Muratow              | Nobuyuki Aihara William Thoresson Wiktor Czukarin | –                            |
| Skok                   | Helmut Bantz Walentin Muratow | –                                                 | Jurij Titow                  |
| Poręcze                | Wiktor Czukarin               | Masami Kubota                                     | Takashi Ono Masao Takemoto   |
| Drążek                 | Takashi Ono                   | Jurij Titow                                       | Masao Takemoto               |
| Kółka                  | Albert Azarian                | Walentin Muratow                                  | Masami Kubota Masao Takemoto |
| Koń z łękami           | Boris Szachlin                | Takashi Ono                                       | Wiktor Czukarin              |

### Kobiety
| Konkurencja                     |                              |                                     |                                     |
| ------------------------------- | ---------------------------- | ----------------------------------- | ----------------------------------- |
| Wielobój indywidualnie          | Łarysa Łatynina              | Ágnes Keleti                        | Sofja Muratowa                      |
| Wielobój drużynowo              | ZSRR                         | Węgry                               | Rumunia                             |
| Ćwiczenia wolne                 | Ágnes Keleti Łarysa Łatynina | –                                   | Elena Leuștean                      |
| Skok                            | Łarysa Łatynina              | Tamara Manina                       | Olga Tass-Lemhényi Ann-Sofi Colling |
| Poręcze                         | Ágnes Keleti                 | Łarysa Łatynina                     | Sofja Muratowa                      |
| Równoważnia                     | Ágnes Keleti                 | Tamara Manina Eva Bosáková-Věchtová | –                                   |
| Ćwiczenia z przyborem drużynowo | Węgry                        | Szwecja                             | Polska · ZSRR                       |

## Klasyfikacja medalowa
| Klasyfikacja medalowa | Klasyfikacja medalowa | Klasyfikacja medalowa | Klasyfikacja medalowa | Klasyfikacja medalowa | Klasyfikacja medalowa |
| --------------------- | --------------------- | --------------------- | --------------------- | --------------------- | --------------------- |
| Miejsce               | Reprezentacja         | Złoto                 | Srebro                | Brąz                  | Razem                 |
| 1.                    | ZSRR                  | 11                    | 6                     | 6                     | 23                    |
| 2.                    | Węgry                 | 4                     | 2                     | 1                     | 7                     |
| 3.                    | Japonia               | 1                     | 5                     | 5                     | 11                    |
| 4.                    | Niemcy                | 1                     | 0                     | 0                     | 1                     |
| 5.                    | Szwecja               | 0                     | 2                     | 1                     | 3                     |
| 6.                    | Rumunia               | 0                     | 0                     | 2                     | 2                     |
| 7.                    | Polska                | 0                     | 0                     | 1                     | 1                     |
| 7.                    | Finlandia             | 0                     | 0                     | 1                     | 1                     |